# Charles Simon (dirigente sportivo)
Charles Maurice Simon (Parigi, 25 settembre 1882 – Écurie, 15 giugno 1915) è stato un dirigente sportivo francese.
Segretario della Fédération gymnastique et sportive des patronages de France e dell'Union internationale des œuvres catholiques d'éducation physique, fondò e presiedette il Comité français interfédéral, divenuto poi la Federazione calcistica della Francia con Henri Delaunay. Caduto vittima degli scontri nelle trincee di Écurie durante la prima guerra mondiale, nel 1917 gli venne dedicata la Coupe Charles-Simon, che divenne poi la Coppa di Francia

## Biografia

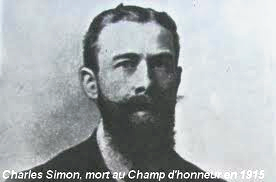
Charles Simon negli anni 1910.

Entrato giovanissimo nell'oratorio di Saint-Honoré d'Eylau di Parigi, Simon scoprì presto la sua passione per lo sport, entrando a far parte dell'Étoile des Deux Lacs, in cui sotto la guida di padre Biron giocò a calcio a buoni livelli. Nel 1904 organizzò un campionato federale calcistico, vinto poi dall'Étoile des Deux Lacs, mentre l'anno successivo divenne segretario generale della Fédération gymnastique et sportive des patronages de France ("Federazione ginnica e sportiva dei patrocini di Francia", nota anche come "FGSPF"); con un compenso di circa 3000 franchi annui, nel 1907 Simon fu tra i primi dirigenti sportivi al mondo con un contratto a tempo indeterminato. In stretto legame con Pierre de Coubertin, entrò nel consiglio direttivo dell'Union des sociétés françaises de sports athlétiques (USFSA) ma il suo particolare interesse per il calcio lo portò a dimettersi da quest'associazione per creare nel 1907 il Comité français interfédéral (CFI), che con Henri Delaunay divenne poi la Federazione calcistica della Francia. Rimase comunque in buoni rapporti con il barone parigino, che gli donò un trofeo simile al Bouclier de Brennus.

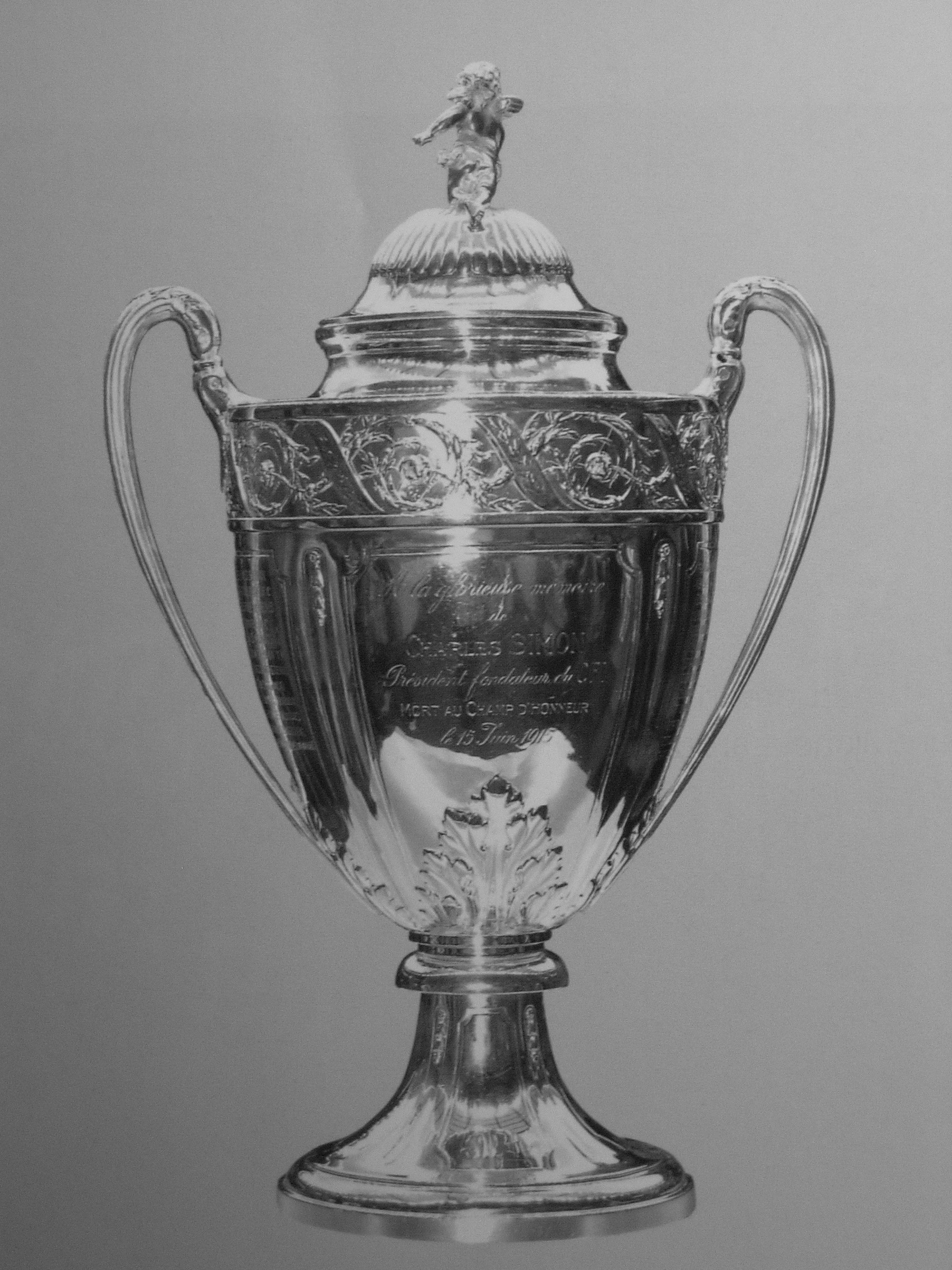
La Coupe Charles Simon.

Inizialmente, Simon non aveva limitato il CFI solo al calcio ma aveva l'intenzione di riunire tutte le organizzazioni che temevano l'egemonia dell'USFSA; vi erano infatti federazioni atletiche e ciclistiche. Sempre nel 1907 si tenne il Trophée de France, il primo trofeo calcistico francese che vedeva  partecipare le squadre vincitrici dei vari campionati calcistici organizzati dalle varie associazioni francesi e appartenenti al Comité français interfédéral, che venne vinto dall'Étoile des Deux Lacs. Il CFI ricevette progressivamente l'adesione di tutti i club calcistici federati con l'USFSA e di Jules Rimet, fondatore nel 1910 della Ligue de football association, che aderì al Comité français interfédéral nel 1912, anno in cui quest'organizzazione decise di limitarsi al gioco del calcio e di usare come logo il gallo gallico, che sarà poi ripreso da altre federazioni e dal Comitato Olimpico Francese. Il CFI nel 1908 aderì alla Fédération Internationale de Football Association (FIFA) e nel 1913 la stessa USFSA fu costretta a chiedere l'adesione al suo storico nemico.
In qualità di segretario generale della Fédération gymnastique et sportive des patronages de France, che rappresentò in vari occasioni pubbliche anche al cospetto di Papa Pio X, nel 1911 Simon contribuì insieme a Mario di Carpegna alla creazione dell'Union internationale des œuvres catholiques d'éducation physique ("Unione Internazionale delle opere cattoliche di educazione fisica"), che divenne nel 1947 la Fédération internationale catholique d'éducation physique et sportive ("Federazione internazionale cattolica di educazione fisica e sportiva"). Nominato segretario generale della nuova associazione, ratificò lo statuto durante la sua prima assemblea generale di Roma del 14 e 15 dicembre 1913.
Con lo scoppio della prima guerra mondiale, Simon si arruolò nell'esercito francese, venendo affidato al 205e régiment d'infanterie con matricola 014.750; il 15 giugno cadde vittima degli scontri nelle trincee di Écurie, nel dipartimento del Passo di Calais. Il 18 luglio varie autorità civili e religiose parteciparono alla cerimonia funebre organizzata dalla FGSPF nella Chiesa di San Tommaso d'Aquino. La partecipazione della Fédération gymnastique et sportive des patronages de France ai vari concorsi organizzati presso la corte di San Damaso del Palazzo Apostolico del Vaticano valse a Simon la Croce dell'Ordine di San Silvestro papa. Di comune accordo la Fédération gymnastique et sportive des patronages de France e il Comité français interfédéral decisero di chiamare la nuova coppa di calcio francese Coupe Charles Simon, trofeo offerto da Paul Michaux su cui venne scritto "Nel glorioso ricordo di Charles SIMON, presidente fondatore del CFI, morto sul campo d'onore il 15 giugno 1915". Nel 1923, gli venne assegnata postuma la Médaille militaire.